# Dům U dvou pistolí
Dům U dvou pistolí stál v Olomouci, v ulici Barvířská 10, číslo popisné 401. Dům vlastnil před rokem 1852 puškař Jan Mlynář, který se také zřejmě zasloužil o jeho pojmenování, neboť stavba nesla právě toto domovní znamení. Roku 1878 se majitelkou stala Josefa Ruebnerová, která zde vedla hostinec U dvou pistolí. Domovní znamení, které bylo pravděpodobně namalováno na plechu, bylo ztraceno při stavebních úpravách na přelomu 19. a 20. století. V roce 1975 byl kvůli přestavbě tento dům zbourán. V těchto místech byl v letech 1976–1978 v rámci záchranného archeologického výzkumu nalezen džbánek brakteátů.